# 阿尔茨河畔布格基兴
阿尔茨河畔布格基兴是德国巴伐利亚州的一个市镇。总面积46.20平方公里，总人口10467人，其中男性5175人，女性5292人（2011年12月31日），人口密度227人/平方公里。